# Reserva Natural de Aidu

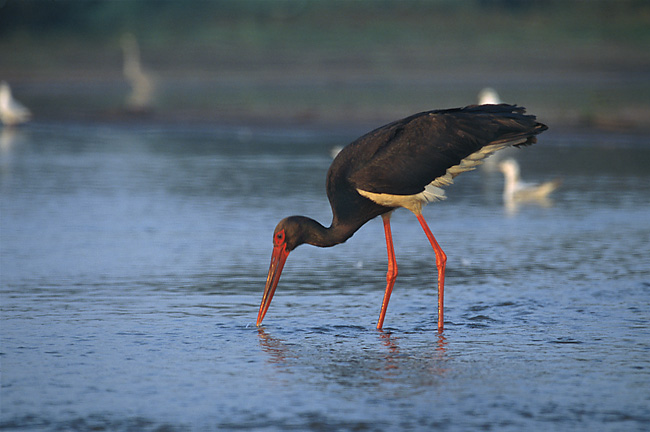
Cegonha-preta na Reserva Natural de Aidu

A Reserva Natural de Aidu é uma reserva natural em Põltsamaa e Pajusi, no condado de Jõgeva. A área é de 3,16 km². Foi criada em outubro de 2016.